# Festivalbar 1995 (compilation)
Festivalbar 1995 è una compilation di brani musicali famosi nel 1995, pubblicata nell'estate di quell'anno in concomitanza con l'edizione omonima del Festivalbar. La compilation era divisa in realtà in due diverse pubblicazioni, disponibili su musicassetta o su CD: una, intitolata Festivalbar '95, con inclusi i brani di maggior successo e pubblicata dalla Sony Music su etichetta Columbia, l'altra, intitolata Festivalbar Superdance, è stata pubblicata dalla Dance Pool e conteneva solo brani di musica dance.

## Festivalbar '95

### Disco 1
1. Pino Daniele – Io per lei
2. Giorgia – C'è da fare
3. Ivana Spagna – Siamo in due
4. Ron – Il sole e la luna
5. Vernice – Solo un brivido
6. Irene Grandi – Bum Bum
7. Gianluca Grignani – Falco a metà
8. Neri per Caso – Sentimento pentimento
9. Zucchero – Voodoo Voodoo
10. 883 – Tieni il tempo
11. Fiorella Mannoia – Crazy Boy
12. Gianna Nannini – Meravigliosa creatura
13. Biagio Antonacci – Lavorerò (Dub Version)
14. Fiorello – Un mondo d'amore
15. Ambra Angiolini – L'ascensore
16. Tina Arena – Chains

### Disco 2
1. Mike + The Mechanics – Over My Shoulder
2. Everything but the Girl – Missing (Todd Terry remix)
3. Scarlet – Independent Love Song
4. Ray Charles – No Time to Waste Time
5. Charles & Eddie – I'm Gonna Love You (24-7-365)
6. Blissed Union of Soul – I Believe
7. Björk – Army of Me
8. Rednex – Old Pop in an Oak
9. Corona – Baby Baby
10. Jam & Spoon & Plavka – Angel (Ladadi O-Heyo)
11. Billie Ray Martin – Your Loving Arms
12. Ini Kamoze – Here Comes the Hotstepper
13. Freak Power – Turn On, Tune In, Cope Out
14. La Bouche – Be My Lover
15. The Cranberries – Zombie
16. East 17 – Let It Rain
17. Simple Minds – She's a River

## Festivalbar Superdance
1. U.S.U.R.A. & Datura – Infinity
2. JT Company – Feel It (In the Air)
3. Double You – Dancing with an Angel
4. Club House – All By Myself
5. Molella – XS
6. Mo-Do – Gema Tanzen
7. Asia – Happy to Be
8. Scooter – Friends
9. Dj Cerla & Moratto – Baby Love
10. Whigfield – Thinking of You
11. Tony Di Bart – Why Did Ya
12. Joy Salinas – Let Me Say I Do
13. Ti.Pi.Cal. – The Colour Inside
14. Alex Party – Wrap Me Up
15. Debbie – Feeling Good
16. Netzwerk – Memories
17. Donna J – Walking in the Sunshine
18. Captain Hollywood Project – Find Another Way
19. Proce – Love Is Everything

## Classifiche

### Festivalbar
| Classifica (1995)                     | Posizione |
| ------------------------------------- | --------- |
| Classifica degli album italiana       | 1         |
| Classifica di fine anno italiana 1995 | 17        |

### Festivalbar Superdance
| Classifica (1995)                     | Posizione |
| ------------------------------------- | --------- |
| Classifica degli album italiana       | 20        |
| Classifica di fine anno italiana 1995 | 103       |